# Transports à Béjaïa
La ville de Béjaïa est une ville côtière de plus, elle est le chef lieu de sa wilaya.

## Transports en commun

### Ferroviaire

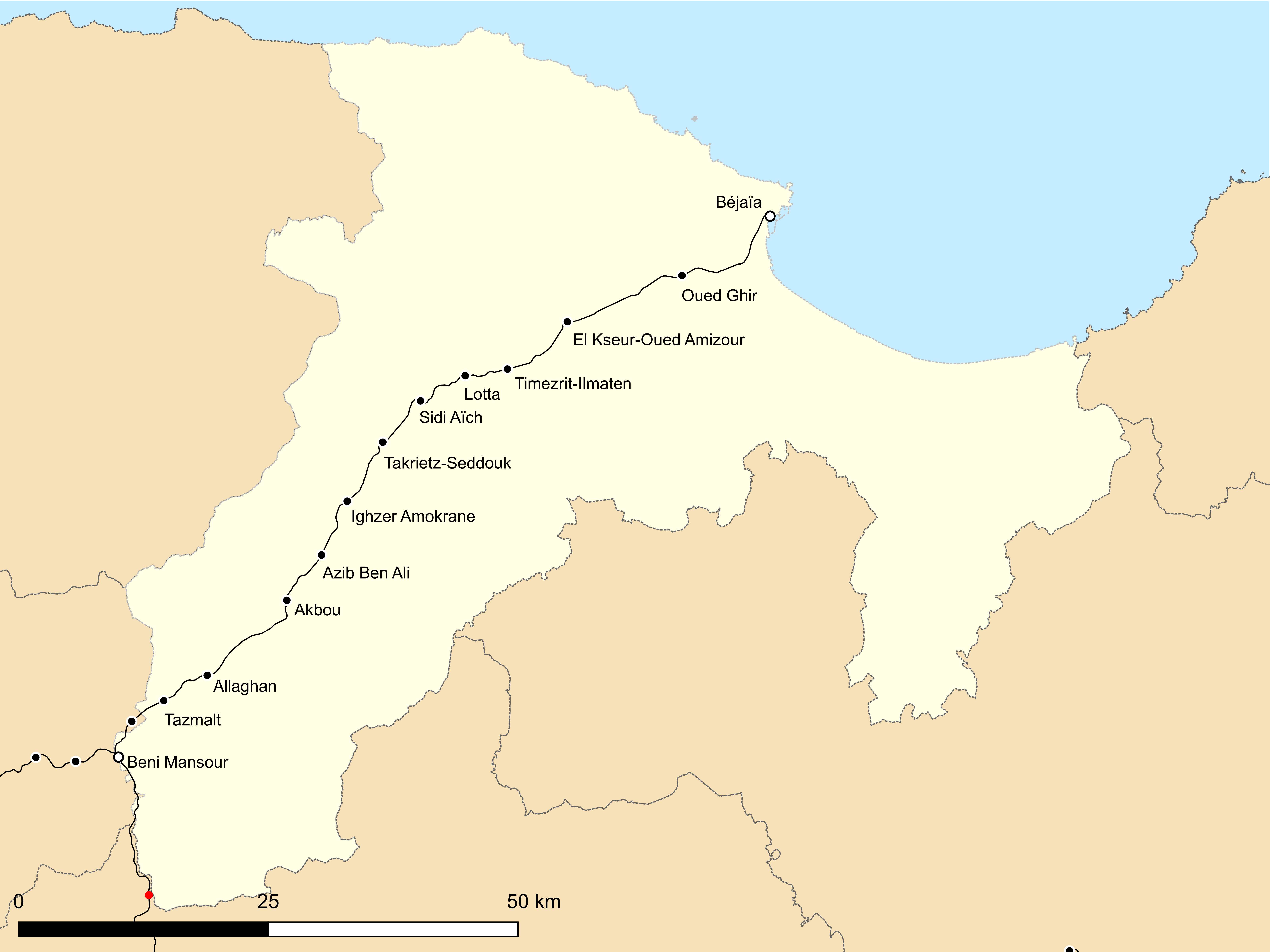
Carte de la Ligne de Beni Mansour à Béjaïa.

Béjaïa possède une gare ferroviaire situé au nord-est de la ville, cette dernière est fréquenté par la Ligne de Beni Mansour à Béjaïa. 
En 2018, la ligne disposait de deux navettes train diesel sur l'axe Beni Mansour - Béjaïa et deux navettes autorail vers Alger. 

### Bus
Béjaïa est dotée d'un réseau de bus de 30 lignes locales ainsi que de 5 lignes régionales.

#### Gares routières
En 2008, le construction d'une nouvelle gare de Zernouh Mohamed (aussi appelée « Hourani ») est entamée pour un coût de 555 000 000 dinars.
Cette gare, inauguré en 2010, permet de rejoindre Sidi Aïch (Algérie), Tizi Ouzou, Tichy, El Kseur.

### Tramways
En 2025, la ville de Béjaïa ne possède aucune lignes de tramways cependant un projet visant à relier le quarteir d'Ighil Ouazoug à la porte de Sarazin est prévu.

### Télécabines
En 2024, le wali de Béjaïa annonce l'ouvertures de trois lignes de télécabines.
La première ligne, lancée à l'étude en 2014, prévoyait une ligne du quartier Lekhmis - Yemma Gouraya via le plateau Amimoun,.
La deuxième ligne prévoit de relier le centre-ville de Béjaïa au quartier Sidi Ahmed.
La troisième ligne reliera le centre-ville au pôle urbain de Sidi Boudraham.

### Port

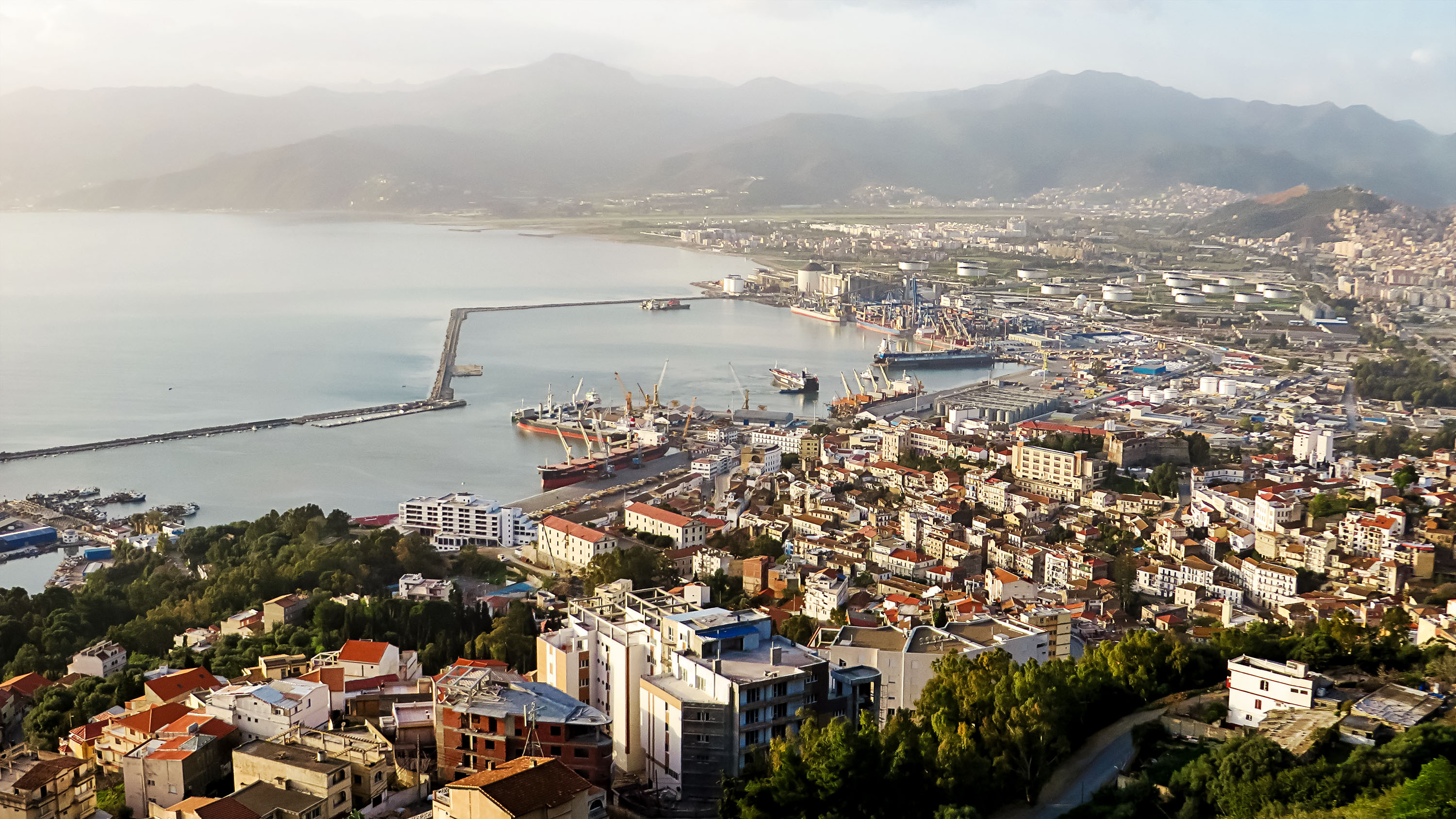
Port de Béjaïa vue du ciel.

Béjaïa possède une liaison avec Sète géré par l'opérateur Grandi Navi Veloci.

### Aéroport

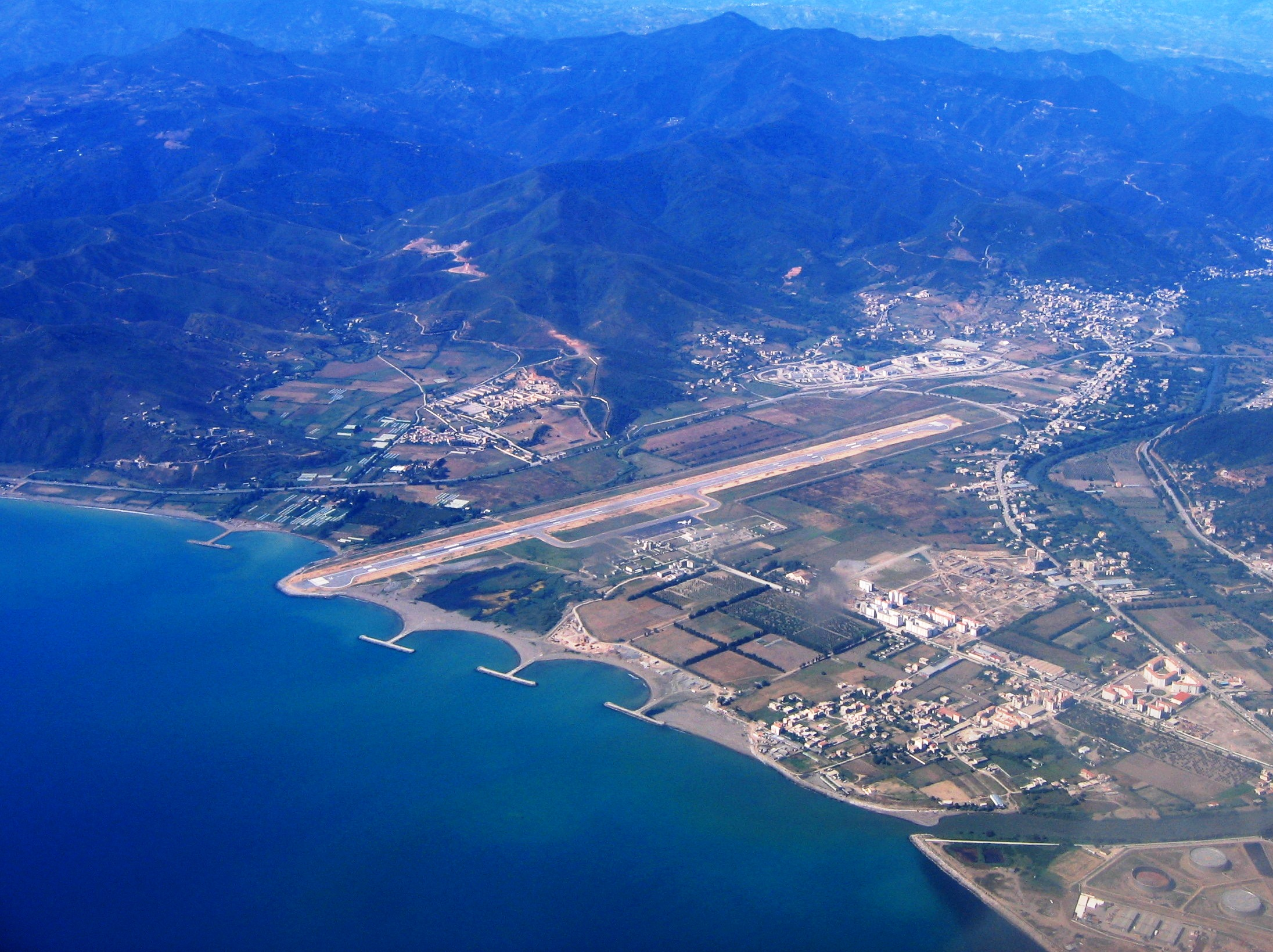
Aéroport de Béjaïa - Soummam - Abane Ramdane vue du ciel.

La ville de Béjaïa possède un aéroport, l'Aéroport de Béjaïa - Soummam - Abane Ramdane, situé au sud-est de la ville.

## Voirie
La ville de Béjaïa est accessible depuis :
- La N24

### Projets

#### En construction

##### Pénétrante de Béjaïa
L'autoroute A20 est un projet autoroutier visant à relier Béjaïa à Amizour.
En 2025, le projet est livré partiellement. La dernière partie de l'autoroute au point kilométrique 00 jusqu'au PK11 doit être livrée prochainement.

### Ouvrages
- Kahina Ikni et Taous Messaoudi, Le tramway, un souffle nouveau pour Béjaïa, GTU - Institut de Gestion des Techniques Urbaines, 2017 (HAL halshs-04409458, présentation en ligne)
- MADDAHI Sid Ali, NACHEF Haroun, OUKIL A. Alwahab et BOUNOUNI Sofiane (dir.), Le Transport Collectif Dans La Ville De Bejaia, Bejaia, UNIVERSITE ABEDDERAHMANE MIRA - BEJAIA, 2018, 96 p. (lire en ligne).
- Zerroug Ines, Bennani Hanane et Allili Sonia (dir.), Impacts Attendus Du Tramway Sur La Ville De Bejaia, Béjaïa, UNIVERSITE ABEDDERAHMANE MIRA - BEJAIA, 2017 (lire en ligne)
- Nassim Kertous, Lydia Hanouti et Mohamed Kernane, Transport de Marchandise en Milieu Urbain : Cas l’Arrière Port de la ville de Bejaia, 2017, 120 p. (présentation en ligne, lire en ligne)
- Slimane Merzoug, TRANSPORT COLLECTIF EN MILIEU URBAIN. CAS DE LA VILLE DE BEJAIA, Bejaia, Université de Béjaïa, 2015 (lire en ligne)
- Slimane Merzoug, « Les centres urbains en Algérie : comment concilier l’attractivité et la mobilité à travers la gestion du transport urbain ? Cas de la ville de Bejaia », Rech. Transp. Secur., vol. 2016, nos 1-2,‎ décembre 2016, p. 1–16 (ISSN 0761-8980 et 1951-6614, DOI 10.4074/S0761898016002016, lire en ligne, consulté le 25 juillet 2025)
- Université de Constantine, Idjeraoui Ouahiba, Boutabba Hynda et Université de M’sila, « Problématique de la mobilité urbaine dans les villes algériennes. Cas de la congestion routière à Bejaia », Analele Universitatii Bucuresti: Geografie/Annals of the University of Bucharest – Geography Series, vol. 68, no 1,‎ 1er novembre 2019, p. 25–44 (DOI 10.5719/AUB-G/68.1/2, lire en ligne, consulté le 25 juillet 2025)